# Rue Jouffroy (ancienne voie de Paris)
La rue Jouffroy est une ancienne voie de Paris qui était située dans l'ancien 12e arrondissement et qui a disparu lors de l’extension de la gare de Paris-Austerlitz entre 1862 et 1867.

## Situation
La rue Jouffroy, d’une longueur  de 94 mètres, était située dans l'ancien 12e arrondissement, quartier de la Gare. Elle commençait aux 73-77, quai d’Austerlitz et finissait aux 70-72, rue de la Gare. Le dernier numéro impair était le no 13 et le dernier numéro pair était le no 12. 

## Origine du nom
La voie tenait son nom de l’architecte naval, ingénieur et industriel français, inventeur des bateaux à vapeur, le marquis Claude de Jouffroy d'Abbans (1751-1832).

## Historique
Cette voie était, avant 1836, une partie de la rue Poliveau qui se terminait alors au quai d'Austerlitz. À cette époque, la partie comprise entre le boulevard et la rue de la Gare a été supprimée pour l'établissement du chemin de fer d'Orléans (gare de Paris-Austerlitz). La partie entre la rue de la Gare et le quai a été conservée et a pris, par ordonnance royale du 5 août 1844, le nom de « rue Jouffroy ».
Elle disparaît lors de l’extension de la gare d'Austerlitz entre 1862 et 1867,.